# Хектор Сервадак
Хектор Сервадак (фр. Hector Servadac), преведен и као Хектор Сервадак: путовања и доживљаји по Сунчаном систему је научно-фантастични и авантуристички роман Жила Верна из 1877. године. Први пут је објављен у часопису Magasin d'Éducation et de Récréation од 1. јануара до 15. децембра 1877, да би га након тога објавио и Вернов издавач Пјер Ецел у едицији Необична путовања. У овом роману аутор разматра могућност судара Земље са кометом и последице које могу да уследе. 

## Кратак опис
Прича почиње када комета, названа Галија, током свог лета додирне Земљу и покупи један њен мали део. Тај догађај се одиграо у ноћи између 31. децембра и 1. јануара хиљаду осамсто осамдесет и неке године у области око Гибралтара. На територији коју је однела комета остало је 36 људи, француске, енглеске, шпанске, и руске националности. У први мах они нису схватили шта се десило, те су мислили да је то био само земљотрес. Прво што су приметили био је губитак тежине тј. смањење гравитације, затим су уочили скраћење дана на 12 часова, промену страна света (Сунце је почело да излази на западу и да залази на истоку), а када су приметили да је вода почела да кључа на 66 °C схватили су да је атмосфера постала тања и да је атмосферски притисак опао. На почетку боравка на Галији приметили су Земљу са Месецом али су мислили да је то непозната планета. Остале важне информације прикупили су током истраживања бродом који је комета такође понела. Током истраживања Галије открили су планински венац на средини мора за које су мислили да је Средоземно море. На том мору су пронашли и острво Форментера, пре катастрофе оно је било део Балеарских острва, на ком су пронашли француског астронома Палмирина Розета, који им је помогао да реше све недоумице око овог феномена. Они су се налазили на комети коју је Розет открио годину дана раније и предвидео њен судар са Земљом. Њему нико од стручне јавности није веровао да ће се то десити јер је густа магла онемогућавала астрономе да обаве осматрања на другим местима.
Чланови експедиције су утврдили да је обим Галије 2.320 km, док је Палмирин Розет израчунао масу комете. Према његовим прорачунима тежина Галије је износила 209.346 милијарди тона. За рачунање је узео вагу са опругом и четрдесет сребрњака од по пет франака, који су заједно тежили један килограм. Међутим, власник ваге, Исак Хакабут, лажирао је њен рад па је Розет морао да касније умањи своје резултате за једну четвртину.
С обзиром да нису имали довољно обрадивих површина није постојала могућност колонизације комете тј. дуготрајног боравка на њој. Путници на Галији су се углавном хранили животињама које је комета покупила са Земље али су имали и конзервисану храну. Током боравка на овој комети открили су један необичан феномен, наиме море се није заледило иако је температура била знатно испод нуле (у теорији је могуће да вода код које нема струјања може дуже да се одупре залеђивању него она на коју делује ветар). Када су бацили камен у море оно се заледило за неколико тренутака. Лед је био потпуно гладак и омогућавао је клизање и вожњу санки. Да би се заштитили од изузетно ниских температура којима су били изложени више месеци већина становника Галије се настанила на вулканском острву које су прозвали Топла Земља, с обзиром да је вулкан био активан. 
Упркос веома тешкој ситуацији у којој се налазе становници Галије, сукоби између великих сила се настављају и на овом небеском телу, јер енглески и француски официри сматрају себе представницима својих влада. Предмет њиховог интересовања је бивша шпанска енклава у Африци Сеута, која је на овој комети постала једно острво и за које обе стране сматрају да имају право да га заузму. Капетан Сервадак је тако покушао да заузме Сеуту али није имао успеха. Испоставило се да су ово острво већ окупирали Енглези, који су одржавали везу са својом базом на Гибралтару преко оптичког телеграфа. 
Након што се Галија нашла у афелу почела је да се приближава Земљи. Почетком новембра Палмирин Розет је извршио детаљне прорачуне који су показали да ће до поновног судара комете са Земљом доћи тачно две године након претходног, поново 1. јануара. Зато су становници Галије дошли на идеју да боравком у балону избегну судар комете са Земљом. Предлог је прихваћен од једара брода направљен је балон. Половином децембра догодио се земљотрес када се део Галије одвојио и однео у свемир Енглезе са Сеуте и Гибралтара. Првог јануара приликом поновног контакта атмосфера Галије и Земље свемирски путници који су се нашли балону безбедно су се спустили два километра од Мостаганема у Алжиру. На Земљи нико није приметио ову комету што је веома разљутило Палмирина Розета а бивши становници Галије су постављали себи питање да ли је све био само сан. 

## Ликови
Тридесет шест становника Галије укључују једног немачког Јевреја, једну Италијанку, три Француза, осам Руса, десет Шпанаца, и тринаест британских војника.
Главни ликови у роману су:
- Хектор Сервадак капетан Француске војске у Алжиру
- Лоран Бен Зуф, Сервадаков посилни
- гроф Василиј Тимашев из Русије
- пуковник Прокоп, командант Тимашевљеве јахте, „Добрина“
- Исак Хакабут, јеврејски трговац
- Нина, млада италијанска чобаница
- Пабло, дечак из Шпаније
- поручник Хениџ Финч Марфи и мајор сер Џон Темпл Олифант, припадници британског гарнизона на Гибралтару.
- Палмирин Розет, француски астроном и некадашњи Сервадаков професор.